# Bernie Mac
Bernie Mac, født Bernard Jeffrey McCullogh (5. oktober 1957 – 9. august 2008), var en amerikansk skuespiller og komiker.
Bernie Mac indledte sin karriere som stand-up komiker i fødebyen Chicago. Omkring 1990 fik han sit gennembrud ved at vinde en konkurrence i denne genre, og hans popularitet steg støt i årene derpå. I midten af 1990'erne fik han mindre roller i forskellige film samt tv-serier og -shows. Blandt hans mest kendte film er Charlie's Angels: Full Throttle som Bosley samt Ocean's Eleven og dennes efterfølgere som Frank Catton, der sikrede ham berømmelse over det meste af verden.
Han døde af komplikationer efter et ondartet tilfælde af lungebetændelse.